# As-Sar
As-Sar (arab. السعر) – wieś w Syrii, w muhafazie Aleppo, w dystrykcie Afrin. W 2004 roku liczyła 71 mieszkańców.